# 深川郵便局 (東京都)
深川郵便局（ふかがわゆうびんきょく）は、東京都江東区にある郵便局。民営化前の分類では集配普通郵便局であった。

## 概要
住所：〒135-8799 東京都江東区東陽4-4-2

### 併設施設
- ゆうちょ銀行深川店（本店深川出張所）：取扱店番号002110

### 分室
分室はなし。過去に存在した分室は以下のとおり。
- 区役所内分室 - 1947年（昭和22年）に廃止。

## 沿革
- 1871年（明治4年）旧1月 - 深川万年町に山田伝五郎切手売捌所を、また深川東六間堀に山城佐平治切手売捌所をそれぞれ開設[1]。
- 1872年（明治5年）旧3月 - 山田伝五郎切手売捌所を深川郵便取扱所とする[1]。
- 1872年（明治5年）旧6月 - 深川郵便取扱所を深川郵便仮役所となる[1]。
- 1872年（明治5年）旧8月 - 深川郵便仮役所を南深川郵便仮役所に改称。同時に山城佐平治切手売捌所を北深川郵便仮役所とする[1]。
- 1875年（明治8年）1月1日 - それぞれ南深川郵便分局、北深川郵便分局となる[1]。
- 1875年（明治8年）5月2日 - 両郵便分局に貯金預所を設置[1]。
- 1880年（明治13年）9月16日 - 両郵便分局に為替取扱所を設置[1]。
- 1881年（明治14年）1月26日 - 神田大火にて北深川郵便分局が焼失。その後、西森下町へ移転して業務再開[1]。
- 1883年（明治16年）5月23日 - それぞれ南深川郵便支局、北深川郵便支局となる[1]。
- 1885年（明治18年）9月1日 - 両郵便支局を統合して深川郵便支局として、深川霊岸町に開設[1]。
- 1886年（明治19年）4月26日 - 東京深川郵便支局に改称[1]。
- 1890年（明治23年）11月16日 - 深川小松町に移転。同時に東京深川郵便電信支局となる[1]。
- 1903年（明治36年）4月9日 - 通信官署官制の施行に伴い、東京深川郵便局（二等）となる[1]。
- 1906年（明治39年）1月1日 - 深川郵便局に改称[1]。
- 1923年（大正12年）11月8日 - 深川区小松町に局舎を新築、移転。
- 1931年（昭和6年）6月15日 - 深川区永代に局舎を新築、移転。
- 1945年（昭和20年）4月30日 - 東京大空襲による区内の被害が甚大であったため、一旦廃局。
- 1946年（昭和21年）6月21日 - 戦後の復興に伴い、復活。
- 1947年（昭和22年）7月1日 - 区役所内分室を廃止[2]。
- 1947年（昭和22年）11月11日 - 江東区深川一丁目から同区深川永代一丁目に移転。
- 1962年（昭和37年）11月1日 - 電話通話および和文電報受付業務を開始。
- 1966年（昭和41年）11月21日 - 江東区永代一丁目から、同区深川木場四丁目に局舎を新築、移転。
- 1994年（平成6年）2月21日 - 江東区平野三丁目から、同区東陽四丁目に局舎を新築、移転。
- 1998年（平成10年）9月1日 - 外国通貨の両替および旅行小切手の売買に関する業務取扱を開始。
- 2007年（平成19年）10月1日 - 民営化に伴い、併設された郵便事業深川支店、ゆうちょ銀行深川店、かんぽ生命保険深川支店に一部業務を移管。
- 2010年（平成22年）3月23日 - 郵便区の一部（〒135-0061 - 0065、0091 - 0092の地域）を、同日移転改称した晴海支店に移管。
- 2012年（平成24年）10月1日 - 日本郵便株式会社の発足に伴い、郵便事業深川支店を深川郵便局に統合。
- 2015年（平成27年）4月6日 - かんぽ生命保険深川支店をかんぽ生命保険上野支店（同日、東東京法人支店・東東京支店に改称）に統合[3]。

## 取扱内容

### 深川郵便局
- 郵便、印紙、ゆうパック、内容証明
- 生命保険、バイク自賠責保険、自動車保険
- 江東区の一部（〒135-0001 - 0053、80xx - 87xxの地域）の配達業務（収集は自局受付と局前のポストを除き新東京郵便局）
- ゆうゆう窓口

### ゆうちょ銀行深川店
- 貯金、貸付、為替、振替、振込、国際送金、外貨両替、トラベラーズチェック、国債、投資信託、変額年金保険
- ATM

## 周辺
- 江東区役所
- 江東区文化センター
- 江東運転免許試験場
- 東京都立深川高等学校

## アクセス
- 東京メトロ東西線 東陽町駅5番出口から徒歩1分
- 都営バス 東陽町駅前停留所下車
- 首都高深川線 木場出入口から東へ約1.5km
- 駐車場あり：8台